# Chelsea Poppens
Chelsea Kathryn Poppens (Clinton, 19 febbraio 1991) è un'ex cestista statunitense, professionista nella WNBA.

## Carriera
È stata selezionata dalle Seattle Storm al secondo giro del Draft WNBA 2013 (18ª scelta assoluta).